# Bąków (Wrocław)
Pour les articles homonymes, voir Bąków.
Bąków est une localité polonaise de la gmina de Długołęka, située dans le powiat de Wrocław en voïvodie de Basse-Silésie.